# Гондульф (епископ Меца)
Гонду́льф (фр. Gondulphe, Gondulf; умер 6 сентября 823, Мец) — епископ Меца (816 или 819—822 или 823). Святой, почитаемый Католической церковью (день памяти — 6 сентября).

## Биография
О происхождении и жизни святого Гондульфа до его восшествия на епископскую кафедру Меца ничего не известно. В 816 или 819 году он был избран главой Мецской епархии по повелению императора Людовика I Благочестивого после того, как местная кафедра оставалась вакантной с 791 года. Неизвестно, что было причиной столь долгого неназначения преемника архиепископа Ангильрамна. Возможно, императоры Карл Великий и Людовик Благочестивый использовали доходы от этой епархии для финансирования своей обширной строительной деятельности, в том числе, для строительства нового кафедрального собора Меца.
Интронизация епископа Гондульфа состоялась 28 декабря. Вероятно, эту церемонию провёл архиепископ Трира Хетти, митрополит диоцеза, в который входила Мецская епархия. О деятельности святого Гондульфа известно очень немного. Житие Гондульфа называет его «добрым пастырем», много сделавшим для своей епархии, но не сообщает об этих делах никаких подробностей. Историки считают, что он продолжил деятельность своих предшественников, Хродеганга и Ангильрамна, направленную на укрепление авторитета Мецской епархии, однако, в отличие от них, не получил от папы римского паллия и титула архиепископа.
В 821 году император Людовик I Благочестивый дважды посещал Мец. В октябре этого же года епископ Гондульф принял участие в государственной ассамблее Франкской империи, собранной в Тьонвиле (около Меца). Здесь же состоялся и церковный собор, на котором присутствовали 32 епископа из Трирского, Кёльнского, Майнцского и Реймсского диоцезов. На нём были приняты каноны против насилия в отношении духовенства, определявшие наказание для лиц, виновных в увечиях или смерти священников и епископов. Эти постановления собора были утверждены императором.
При Гондульфе Мец продолжал оставаться одним из главных церковных центров Франкского государства. Здесь начал свою духовную карьеру святой Альдрик, будущий епископ Ле-Мана. Как сообщает житие этого святого, он был другом Гондульфа. Приняв около 821 года решение уйти от мира, он прибыл в Мец, где был посвящён здешним епископом сначала в сан священника, а затем диакона. При Гондульфе главным чтецом кафедрального храма Меца был Амаларий, бывший архиепископ Трира, один из деятелей Каролингского возрождения.
Святой Гондульф скончался 6 сентября 823 года в Меце и был похоронен в Горзском аббатстве, ставшим центром его почитания. Преемником Гондульфа на кафедре Меца, по просьбе духовенства и жителей города, император Людовик I Благочестивый назначил своего единокровного брата Дрого.